# Peter Geach
Peter Thomas Geach (Chelsea, 29 de marzo de 1916 - Cambridge, 21 de diciembre de 2013) fue un filósofo neotomista inglés. Sus áreas de interés fueron historia de la filosofía, lógica filosófica, teoría de la identidad, y filosofía de la religión.
Está considerado como uno de los principales protagonistas del gran impulso que la filosofía analítica del lenguaje experimentó durante la segunda mitad del siglo XX, especialmente en Gran Bretaña y otros países anglosajones.
Sus primeros trabajos incluyeron textos clásicos como Mental Acts y Reference and Generality, que defiende una concepción esencialmente moderna de referencia en contra de las teorías medievales de suposición.
Su perspectiva católica se expresaba integralmente en su filosofía. Es probablemente el fundador del tomismo analítico (a pesar de que la línea de pensamiento que va desde el trabajo suyo y de Elizabeth Anscombe hasta el día de hoy recién fue identificada cuarenta años después por John Haldane), cuyo objetivo es sintetizar los enfoques tomistas y analíticos. Geach defendía la posición tomista en el sentido que los seres humanos son esencialmente animales racionales, cada uno creado en forma milagrosa. También descartó los intentos darwinianos de considerar a la razón como un elemento no esencial para nuestra humanidad. Geach repudiaba la posibilidad de existencia de lenguaje en los animales como una mera «asociación de signos manuales con cosas u acciones».
Geach descartó las concepciones pragmática y epistémica de la verdad, adhiriendo en cambio a una versión de la teoría de la correspondencia propuesta por Tomás de Aquino. Geach sostiene que existe una realidad que está enraizada en Dios, quién es el hacedor final de la verdad. Dios es Verdad.
Fue distinguido con la cruz papal "Pro Ecclesia et Pontifice" por la Santa Sede por sus trabajos en el ámbito de la filosofía.
Su esposa fue la destacada filósofa y estudiosa de Wittgenstein, Elizabeth Anscombe. Conversos a la Iglesia católica, fueron padres de siete hijos.

## Publicaciones
- (con Max Black) Translations from the Philosophical Writings of Gottlob Frege, 1952/1960/1966
- "Good and Evil," Analysis (1956)
- Mental Acts: Their Content and Their Objects, 1957/1997[3][4]
- Three Philosophers: Aristotle; Aquinas; Frege (with G.E.M. Anscombe), 1961[5]
- Reference and Generality: An Examination of Some Medieval and Modern Theories, 1962[6][7]
- God and the Soul, 1969/2001[8][9]
- Logic Matters, 1972[10][11]
- Reason and Argument, 1976[12][13]
- Providence and Evil, 1977[14][15][16]
- The Virtues, 1977[17]
- "Saying and Showing in Frege and Wittgenstein," Acta Philosophica Fennica 28 (1976): 54-70
- Truth, Love, and Immortality: An Introduction to McTaggart’s Philosophy, 1979[18]
- (edited) Wittgenstein’s Lectures on Philosophical Psychology, 1946–47: Notes by P.T. Geach, K.J. Shah, and A.C. Jackson, 1989[19]
- Logic and Ethics (edited by Jacek Holowka), 1990[20]
- Truth and Hope: The Furst Franz Josef und Furstin Gina Lectures Delivered at the International Academy of Philosophy in the Principality of Liechtenstein, 1998 (ISBN 0-268-04215-2)[21][22]

### Editadas en español
- Geach, Peter T. (1993). Las virtudes. Eunsa. ISBN 978-84-313-1170-4.